# Национальный союз за прогресс Румынии
Национальный союз за прогресс Румынии (рум. Uniunea Naţională Pentru Progresul României, UNPR) — политическая партия в Румынии. Она была создана в марте 2010 года группой членов Социал-демократической (СДП) и Национал-либеральной (НЛП) партий, поддерживающих президента Траяна Бэсеску. Тем не менее, в партии недавно началась напряжённость между бывшими членами СДП и НЛП за раздел главных должностей и политическим руководством новой партии, где доминируют бывшие социал-демократы. Она провела свой первый партийный съезд, чтобы избрать своих лидеров, 1 мая 2010 года. В 2016 году влилась в Партию Народного движения Бэсеску.